# Bracon makarkini
Bracon makarkini är en stekelart som beskrevs av Vladimir Ivanovich Tobias 2000. Bracon makarkini ingår i släktet Bracon och familjen bracksteklar. Inga underarter finns listade.